# Encyclopedia Astronautica
L'Encyclopedia Astronautica è un sito web di riferimento per quanto concerne l'esplorazione spaziale. Riporta cataloghi completi riguardanti veicoli, aerei, astronauti e missioni spaziali. Include informazioni dalla maggior parte dei paesi che hanno avuto un programma di ricerca attivo del settore spaziale, trattando argomenti che vanno dallo Space Shuttle al Buran, la navicella spaziale russa. Il sito è gestito dall'autore e astrofilo Mark Wade.
Il 12 luglio 2011 il sito è stato disattivato. Nella home page è apparso il seguente messaggio: 
Circa due settimane dopo il sito è tornato online e attualmente risulta accessibile.